# شنوده سوم اسکندریه
پاپ شنودای سوم اسکندریه (البابا شنودة الثالث؛ زاده ۳ اوت ۱۹۲۳ درگذشته ۱۷ مارس ۲۰۱۲) یک کشیش اهل مصر بود. نظیر جید روفائیل در ۳ اوت ۱۹۲۳ در روستای سلام متولد شد که از لحاظ اداری به استان اسیوط در مصر فوقانی تعلق دارد اما از نظر کلیسایی متعلق به دیوید منفلوط است. وی جوانترین عضو خانواده‌ای بود که دارای هشت فرزند، پنج دختر و سه پسر بود. 
وی همچنین در سال ۲۰۰۳،‌برنده جایزه بین‌المللی حقوق بشر القذافی شد. 